# Leire Baños
Leire Baños Indakoetxea (Irún, Guipúzcoa, 29 de noviembre de 1996) es una futbolista española. Juega como centrocampista en el Athletic Club de la Liga F.

## Biografía
Leire Baños comenzó en el mundo del atletismo siguiendo los pasos de su hermana. Posteriormente, empezó a interesarse por el fútbol en el patio del colegio, donde jugaba con los chicos.

### Trayectoria
Formada en la cantera del Dunboa-Eguzki y, posteriormente, del Irún Artía, en 2012 dio el salto a la segunda división de la mano del Oiartzun KE. Tras una temporadas en el primer equipo del Oiartzun, fichó por la Real Sociedad. Pese a que en la selección de Euskadi absoluta competía en la posición de delantera, en el Oiartzun era defensa central.
En 2013, fichó por la Real Sociedad para reforzar la defensa, aunque también ha jugado de manera regular en el centro del campo. Destaca por su fuerza física y su buena colocación en el campo.
En 2019, en la final de la Copa de la Reina contra el Atlético de Madrid, en el Nuevo Estadio de Los Cármenes, y frente a más de 17 000 hinchas, Baños dio la asistencia del segundo gol del equipo txuri-urdin.
Ha sido internacional con la Selección de fútbol de España sub-19, con quien logró un subcampeonato de Europa.

## Clubes
| Club          | País   | Año             |
| ------------- | ------ | --------------- |
| Dunboa-Eguzki | España | 2007 - 2009     |
| Irún Artía    | España | 2009 - 2012     |
| Oiartzun KE   | España | 2012 - 2013     |
| Real Sociedad | España | 2013 - 2021     |
| Levante UD    | España | 2021 - 2024     |
| Athletic Club | España | 2024 - presente |

## Palmarés

### Títulos nacionales
| Título           | Club          | País   | Año       |
| ---------------- | ------------- | ------ | --------- |
| Copa de la Reina | Real Sociedad | España | 2018-2019 |